# Lucius Quinctius Cincinnatus Capitolinus
Pour les articles homonymes, voir Quinctius Cincinnatus et Quinctius Capitolinus.
Lucius Quinctius Cincinnatus Capitolinus est un homme politique de la République romaine, membre de la branche des Quinctii Cincinnati qui fait partie de la gens patricienne des Quinctii.
En 386, 385 et 377 av. J.-C., il est à trois reprises tribun militaire à pouvoir consulaire, une magistrature qui, au début de la République romaine, s'est substituée au consulat de façon irrégulière entre 444 et 367 av. J.-C..
Un traité d'alliance entre Massalia et Rome est signé en 386.